# Належна обачність
Належна обачність, дью-ді́лідженс (англ. due diligence — «забезпечення належної сумлінності», абревіатура: DD) — процедура детальної незалежної перевірки об'єкту інвестування, здійснювана від імені інвесторів для формування в них об'єктивного уявлення про об'єкт інвестування. Зазвичай передує купівлі бізнесу, злиттю, підписанню контракту чи співробітництва.
Включає у себе оцінку інвестиційних ризиків, незалежну оцінку об'єкту інвестування, повне дослідження діяльності компанії, комплексну перевірку фінансового стану та положення на ринку. Загалом становить собою систему заходів, спрямованих на всебічну перевірку законності і комерційної привабливості планованої угоди, інвестиційного проекту.

## Процедури дью-ділідженс
Процедури дью-ділідженс — процедури формування об'єктивного уявлення про об'єкт інвестування:
- загальний (General Due Diligence) — перевірка всіх аспектів діяльності компанії, включаючи юридичні питання, фінансовий стан, питання оподаткування, якість менеджменту, комерційну діяльність, місце компанії на ринку.
- фінансовий Due Diligence (Financial Due Diligence) дає можливість оцінити фінансовий стан компанії, перевірити його активи та зобов'язання з погляду їх якості та реальної оцінки (зокрема, наявність незареєстрованих зобов'язань або завищена вартість активів може суттєво погіршити фінансовий стан у майбутньому).
- податковий Due Diligence (Tax Due Diligence) — детальний аналіз податкових ризиків, як предмет окремої перевірки.
- юридичний Due Diligence (Legal Due Diligence) — аналіз юридичних аспектів діяльності компанії, таких як законність приватизації, питання реєстрації ліцензій, контрактів, дотримання трудового законодавства тощо.
- операційний (Operational Due Diligence) — перевірка виробничої діяльності компанії, зокрема, наявність можливості для збільшення випуску продукції, врахування місткості ринку, оцінка якості продукції, огляд нових розробок.